# II Dywizjon Bombowy
II dywizjon bombowy lekki – pododdział lotnictwa bombowego Wojska Polskiego II RP.

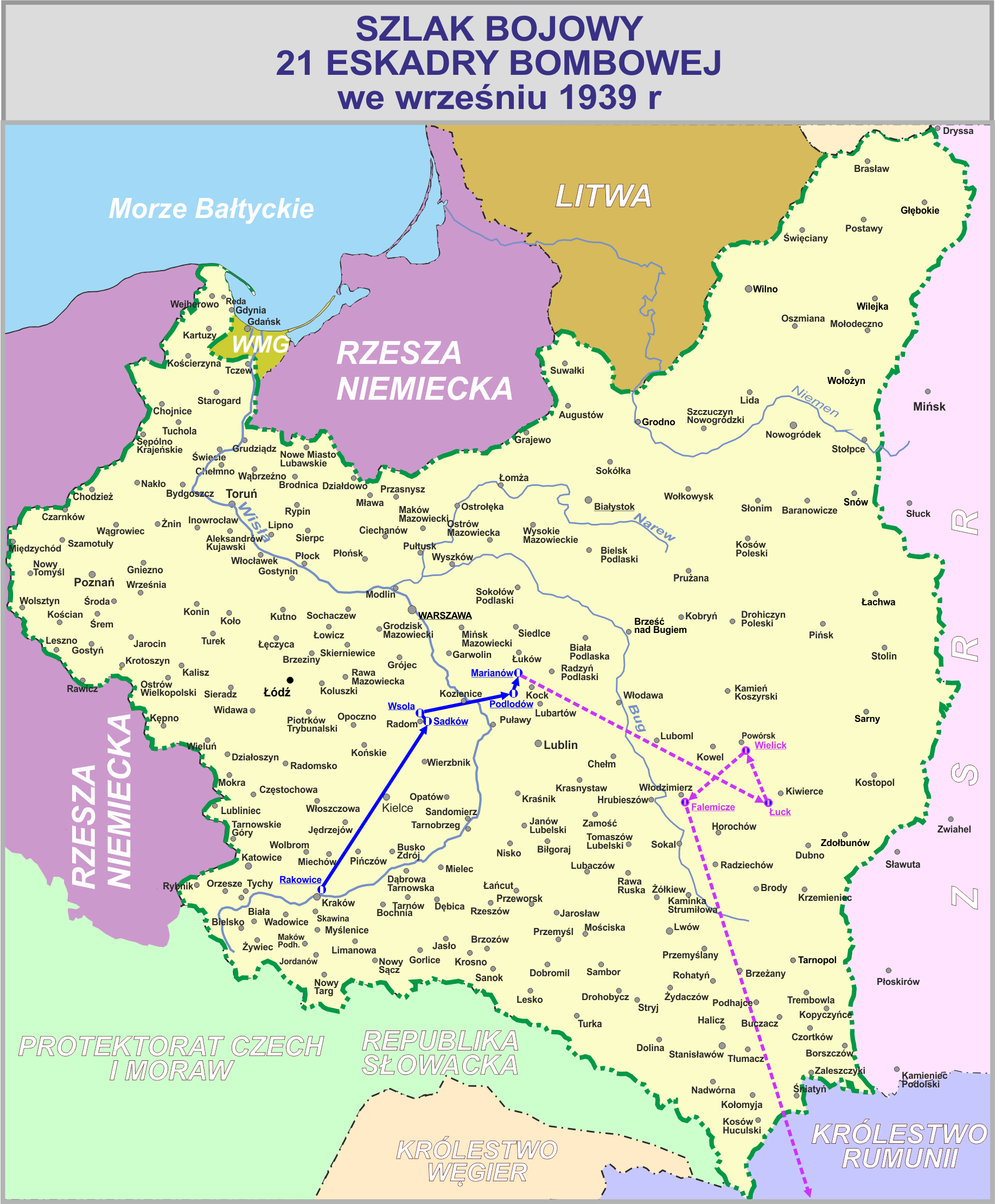

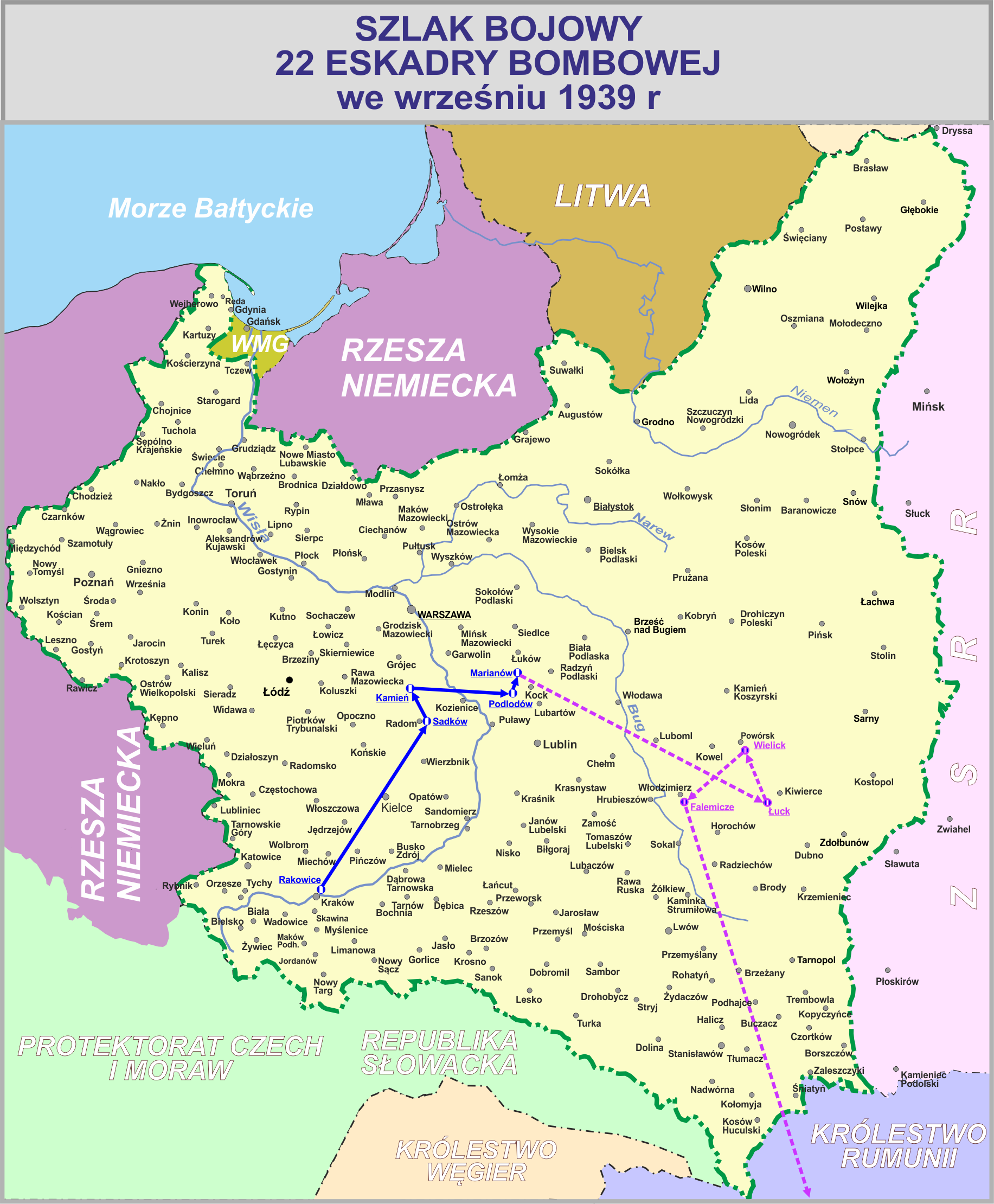

## Historia
W dniach 24–26 sierpnia 1939 na lotnisku rakowickim w Krakowie przeprowadzona została mobilizacja alarmowa I dywizjonu liniowego 2 pułku lotniczego (21 i 22 eskadra liniowa). 26 sierpnia rzut kołowy dywizjonu wyruszył na lotnisko Sadków koło Radomia, a następnie skierowany został na lotniska zapasowe: Wsola – 21 eskadra i Kamień – 22 eskadra. Tam też w dniu 31 sierpnia przybyły rzuty powietrzne.
31 sierpnia dywizjon przemianowany został na II dywizjon bombowy lekki i podporządkowany dowódcy Brygady Bombowej, w składzie której walczył w kampanii wrześniowej. Jednostka posiadała 20 samolotów PZL.23B Karaś, dwa samoloty Fokker F.VIIB/3m i dwa samoloty RWD-8.

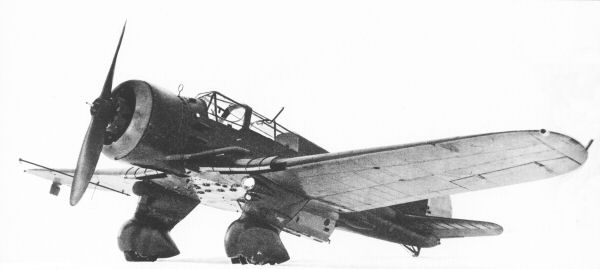
PZL.23 Karaś

## Organizacja i obsada personalna dywizjonu
- Dowództwo
  - dowódca – mjr pil. Jan Biały
  - oficer taktyczbo-operacyjny – kpt. obs. Jerzy Kranc[1]
  - oficer techniczny – por. techn. Ludwik Kurowski[1]
  - Lekarz – sierż. pchor. rez. dr Kucharski[1]
  - oficer nawigacyjno-bombowy – ppor. rez. obs. Zygmunt Mazur[1]
- 21 eskadra bombowa
- 22 eskadra bombowa